# Vuoresuolo
Vuoresuolo (ook wel Vuorisaari) is het grootste eiland in het Zweedse meer Torneträsk.  Het heeft geen oeververbinding en het is onbebouwd. Het eiland heeft een oppervlakte van ongeveer 100 hectare. Het hoogste punt ligt 429 meter boven zeeniveau.